# Miss Italia nel mondo 2004
La quattordicesima edizione di Miss Italia nel mondo si è svolta presso le Terme Berzieri di Salsomaggiore Terme il 29 giugno 2004 ed è stata condotta da Carlo Conti. Vincitrice del concorso è risultata essere la venezuelana Silvana Santaella.

## Piazzamenti
| Risultato finale           | Concorrente                     |
| -------------------------- | ------------------------------- |
| Miss Italia nel mondo 2004 | - Venezuela - Silvana Santaella |
| 2ª classificata            | - Croazia - Marina Razman       |

## Concorrenti[2]
01 Sudafrica - Sabrina Scherf
02 Principato di Monaco - Alessia Sandoli
03 Canada - Erin Friio
04 Corea del Sud - Sabrina Salini Kim
05 Australia - Jennifer Anne Carcich
06 Porto Rico - Erika Morales Marengo
07 Spagna - Canarie - Sabrina Elisa Corazza
08 Australia - Adelaide - Lauren Lapedota
09 Svizzera - Ticino - Morgana Miniotto
10 Paraguay - Ana Emilia Argana
11 Belgio - Pietra Favata
12 Serbia e Montenegro - Federica Ruscio
13 Benelux - Sabrina Serra
14 Malta - Colette Debono
15 Venezuela - Annabella Saporiti
16 Francia - Lorena - Aurora Arrigo
17 Bolivia - Marieanela Zallio
18 Francia - Sylvia Oliveri
19 Stati Uniti d'America - Carla Abruzzo
20 Repubblica Dominicana - Catherine Ramirez
21 Filippine - Arlyne Copa
22 Argentina - Julietta Tonini
23 Spagna - Carolina De Francisco Lanzi
24 Germania - Silvana Curcio
25 Germania - Stoccarda - Samanta Biancofiore
26 Angola - Katherine Quaresma
27 Croazia - Istria - Sara Beco
28 Caraibi - Isaura Taveras
29 Belgio - Liegi - Sara Gerard
30 Colombia - Carolina Esther Garcia Grau
31 Venezuela - Caracas - Silvana Santaella
32 Croazia - Marina Razman
33 Austria - Jasmin Molnar
34 Slovacchia - Annamaria Haulik
35 Finlandia - Venla Benigni
36 Germania - Baviera - Claudia Ferrara
37 Paesi Bassi - Sara Stabile
38 Brasile - Karin Cavalli
39 Svizzera - Laura Cometti
40 Romania - Roxana Edu